# ツヨプセン
ツヨプセン（慣用名、thujopsene）またはツジョプセンは、分子式C15H24のセスキテルペンに分類される天然有機化合物である。
ツヨプセンは様々な針葉樹、特にCanary Islands juniper（カナリア諸島ネズ、Juniperus cedrus）やアスナロ（Thujopsis dolabrata）の精油に多く含まれ、これらの樹木の心材の重量のおよそ2.2%を占める。

## 生合成
ツヨプセンはファルネシルピロリン酸 (FPP) から生合成される。